# Мечебилівська волость
Мечебилівська волость — історична адміністративно-територіальна одиниця Ізюмського повіту Харківської губернії з центром у слободі Мечебилова.
Станом на 1885 рік складалася з 15 поселень, 17 сільських громад. Населення — 5279 осіб (2773 чоловічої статі та 2506 — жіночої), 831 дворових господарств.
|                     | Площа, десятин | У тому числі орної, дес. |
| ------------------- | -------------- | ------------------------ |
| Сільських громад    | 8093           | 6657                     |
| Приватної власності | 20913          | 11633                    |
| Іншої власності     | 360            | 350                      |
| Загалом             | 29366          | 18640                    |

Основні поселення волості:
- Мечебилова — колишня державна слобода при річці Бритай за 50 версти від повітового міста, 1152 особи, 198 дворових господарств, православна церква, 2 лавки, 2 ярмарки на рік.
- Дмитрівка (Дмитрієнка) — колишнє власницьке село при річці Берека, 303 особи, 35 дворових господарств, православна церква, 2 лавки.
- Княжий Лиман — колишнє власницьке село при річці Берека, 586 осіб, 134 дворових господарства, православна церква, лавка.
- Семенівка — колишнє державне село при річці Бритай, 1087 осіб, 172 дворових господарства.

Найбільші поселення волості станом на 1914 рік:
- слобода Мечебилова — 2051 мешканець;
- слобода Семенівка — 1371 мешканець.

Старшиною волості був Дмитро Микитович Киященко, волосним писарем — Костянтин Степанович Кулькін, головою волосного суду — Мусій Іванович Чалий.